# Atherimorpha edwardsi
Atherimorpha edwardsi är en tvåvingeart som beskrevs av Malloch 1932. Atherimorpha edwardsi ingår i släktet Atherimorpha och familjen snäppflugor. Inga underarter finns listade i Catalogue of Life.